# MOB BCFe 4/4 21–22
Die BCFe 4/4 21 bis 22 sind elektrische Meterspur-Triebwagen. Sie wurden 1907 von der Montreux-Berner Oberland-Bahn (MOB) bestellt und im Jahre 1908 abgeliefert. Bei diesen Triebwagen handelt es sich um eine Nachbeschaffung von zwei Stück der Triebwagen Serie MOB BCFe 4/4 7–20. Sie waren praktisch baugleich wie die BCFe 4/4 7–20 wogen jedoch mit 28 Tonnen 400 kg mehr als der Durchschnitt der vorangehenden Fahrzeugserie.
Später wurden diese Triebwagen als BCFe 4/4 21I bis 22I bezeichnet und an die Birsigtalbahn BTB abgegeben wo sie anfänglich als BCe 4/4 5II und 6II bezeichnet würden. Sind nicht zu verwechseln mit den später mit den gleichen Nummern bezeichneten Diensttriebwagen Xe 4/4 21II und 22II die aus den Triebwagen BFZe 4/4 1004 und 1005 hergerichtet wurden.
Beide Triebwagen wurden von der Schweizerischen Industrie-Gesellschaft (SIG) hergestellt und mit einer elektrischen Ausrüstung von der Alioth versehen.

## Geschichte
Für die Eröffnung des Bahnstrecken-Teilstückes Montbovon–Château-d'Oex–Gstaad im Jahre 1904 und Gstaad–Zweisimmen im Jahre 1905 stieg der Bedarf an Fahrzeugen bei der Montreux–Berner Oberland-Bahn an. Die entsprechenden Fahrzeuge wurden in den Jahren 1902 und 1903 bestellt. Insgesamt ging es dabei um eine Beschaffung von 16 Triebwagen, 21 zweiachsigen Personenwagen und 42 Güterwagen. Bei den 16 Triebwagen handelte es sich um die 14 BCFe 4/4 7 bis 20 und die beiden CFZe 4/4 1001 und 1002.
Die Nachbeschaffung von 1908 betraf zwei weitere Triebwagen BCFe 4/4 21 und 22. Als sie in Betrieb kamen, war BCFe 4/4 9 wegen eines Brandes bereits nicht mehr im Bestand und wurde danach als CFZe 4/4 1003 wieder aufgebaut.
Beide Fahrzeuge wurden 1953 an die Birsigtalbahn abgegeben, dies infolge des Depotbrandes in Therwil und des damit verbundenen akuten Fahrzeugmangels. Bei der Birsigtalbahn erhielten sie die Nummern 5 und 6 und wurden 1966 abgebrochen. Zuerst waren diese vermietet, dann nach Eingang der Versicherungsleistung wurden diese verkauft.

## Technische Beschreibung
Die Fahrzeuge haben einen verblechten Holzkasten, der auf einem genieteten Stahlrahmen ruht. Die Kraftübertragung erfolgt über vier geschlossene Tatzlager-Antriebe mit zweiteiligen elastischen Zahnrädern. Der vierpolige Gleichstrom-Motor und ist eigenventiliert. Die Übersetzung betrug bei Ablieferung 1:4,33. Bei 700 Volt an der Motorenklemme entwickelte einer der vier Motor an der Welle eine Stundenleistung von 65 PS (48 kW). Zusammen leisteten die vier Motoren 260 PS (192 kW).
Die Steuerung der Motoren erfolgt über einen  Direktkontroller. Auch liegt an den Motorenklemmen je nach Fahrstufe die volle Fahrleitungsspannung an. Sie besitzen zehn Fahr- und fünf Bremsstufen. Es ist bereits beim Fahrzeugbau eine elektrische Widerstandsbremse eingebaut worden. Als Triebwagen und Zugbremse ist es eine Vakuum-Bremse der Bauart Hardy eingebaut, die auf alle vier Achsen wirkt. Zusätzlich ist als Hand- bzw. Feststellbremse eine Handspindelbremse sowie eine ab der Fahrleitung gespeiste Magnetschienenbremse vorhanden. Die Fahrzeugbedienung erfolgt stehend.
Die anfängliche Höchstgeschwindigkeit von 45 km/h, wurde später auf 50 km/h erhöht.
Eine Vielfachsteuerung war nicht vorhanden. Die Triebwagen wurden vor allem anfänglich viel in Mehrfachtraktion eingesetzt. Für die Kommunikation zwischen mehreren Triebfahrzeugen war eine Klingeleinrichtung eingebaut, durch die sich das Fahrpersonal mit festgelegten Zeichen verständigen konnte.

### Umbauten, Umzeichnungen
- Im Jahr 1926 wurden alle Fahrzeuge mit einer Sicherheitssteuerung für den Einmannbetrieb ausgerüstet.
- Im Jahre 1943 wurde einer der beiden Lyrabügel durch einen Scherenstromabnehmer ersetzt.
- 1953 wurden die beiden Motorwagen an die von einem Depotbrand heimgesuchte Birsigtalbahn (BTB) abgegeben. Dazu wurden die Triebwagen den Normalien der Birsigtalbahn angepasst. So wurde die Kupplung angepasst. Der Zentralpuffer wurde abmontiert und der darunterliegende Haken durch eine Trichterkupplung ersetzt. Ebenso wurde ein Pantograf durch einen eigenen ersetzt und den Lyrabügel entfernt.
- 1954 erhielten die beiden Triebwagen einen Anstrich und die Bezeichnung gemäss dem Farbschema der Birsigtalbahn. Obschon das Gepäckabteil beibehalten wurde, wurden die Triebwagen als BCe 4/4 5I und 6I bezeichnet.
- Im Jahr 1956 erfolgte eine Umzeichnung infolge Aufhebung der 3. Klasse in ABe 4/4 5I und 6I
- 1961 Umbau des Seitengang-1. Klasse-Abteils in ein Mittelgangabteil beim Triebwagen ABe 4/4 5I
- 1961–1962 Umbau des Seitengang 1. Klasse Abteils in ein Mittelgangabteil beim Triebwagen ABe 4/4 6I, Vergrösserung des 2. Klasse-Abteils auf Kosten des WC und eines Teils des Gepäckraums.

## Betriebliches

### Bei der Montreux–Berner Oberland-Bahn bis 1953
Die Fahrzeuge waren anfänglich für den Verkehr über die Gesamtstrecke bestimmt und wurden auch entsprechend verwendet, während die älteren und schwächeren Fahrzeuge im lokalen Verkehr eingesetzt wurden.
Die meisten der 1910 eingeführten Schnellzüge führten aber die im gleichen Jahr beschafften BFZe 4/4 23 bis 26.
Die 1924 angeschafften CFZe 4/4 27 und 28 waren vor allem im Güterverkehr eingesetzt.
Die Gepäcktriebwagen DZe 6/6 2001 und 2002 von 1932 führten ebenfalls Schnellzüge, obwohl sie ursprünglich für die Führung des Golden Mountain Pullman Express gedacht waren der jedoch nur im Jahre 1931 verkehrte.
Mit der Ablieferung der Leichttriebwagen CFe 4/4 3001 bis 3006 in den Jahren 1944 bis 46 wurden sie in untergeordnete Dienste versetzt.

### Bei der Birsigtalbahn ab 1953
Sofort nach Anpassung der Triebwagen an die Normalien der Birsigtalbahn wurden diese im Personenverkehr eingesetzt.
Der Triebwagen 5I erhielt im Jahre 1966 noch kurzzeitig die BSI-Kupplung zur Überfuhr des damals neu beschafften Rollmaterials (Triebwagen ABe 4/4 11–16, Steuerwagen Bt 21–27 und Zwischenwagen B 61–62).

## Verbleib
Beide Triebwagen wurden im Jahre 1966 ausrangiert und abgebrochen.